# Huacrachuco (distrito)
O Distrito peruano de Huacrachuco é um dos três distritos que formam a Província de Marañón, situada no Departamento de Huánuco, pertencente a Região Huánuco, na zona central do Peru.

## Transporte
O distrito de Huacrachuco é servido pela seguinte rodovia:
- PE-10C, que liga a cidade de Huancaspata (Região de La Libertad) ao distrito de Chugay (La Libertad)
- HU-100, que liga a cidade ao distrito de Huacaybamba
- PE-12A, que liga a cidade de Uchiza (Região de San Martín) ao distrito de La Pampa (Região de Ancash)[1][2][3]